# Pecteilis triflora
Pecteilis triflora là một loài thực vật có hoa trong họ Lan. Loài này được (D.Don) Tang & F.T.Wang mô tả khoa học đầu tiên năm 1951.